# Allotinus unicolor
Allotinus unicolor är en fjärilsart som beskrevs av Ffelder 1865. Allotinus unicolor ingår i släktet Allotinus och familjen juvelvingar. Inga underarter finns listade i Catalogue of Life.

## Bildgalleri

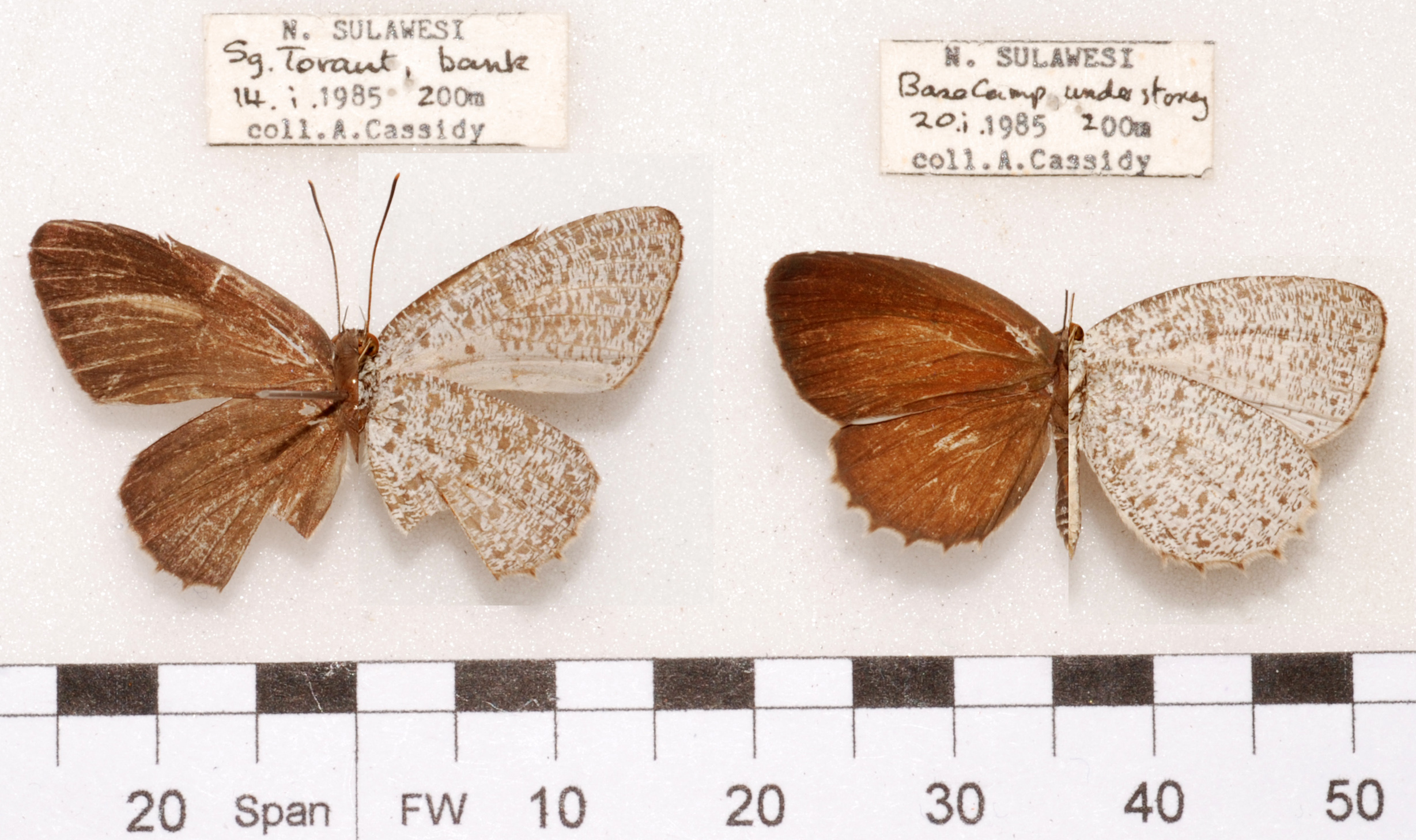